# Opar
Opar é uma cidade perdida fictícia, criada pelo escritor norte-americano Edgar Rice Burroughs no romance The Return of Tarzan, o segundo de um total de vinte e quatro livros sobre o personagem Tarzan. Opar é a única cidade perdida que Tarzan visitou mais de duas vezes, já que ela aparece em três outras aventuras do herói. Mais tarde, a cidade aparece nos romances de Khokarsa de Philip José Farmer e Christopher Paul Carey e vários trabalhos derivados em outras mídias.

## Etimologia
De origem imprecisa, o nome Opar parece derivado de Ofir , a cidade africana que, segundo a Bíblia, enviava ao Rei Salomão um carregamento de ouro, prata, sândalo, pedras preciosas, marfim, macacos e pavões a cada três anos.

## Geografia
Antigo posto avançado da Atlântida, construído em um vale escondido nos confins da África, a decadente Opar é cercada por ásperos paredões. Domos e minaretes] dourados atraem aventureiros para suas ruínas.

## Povo
Os homens de Opar são baixos, cabeludos e semelhantes a feras. Eles são o resultado do cruzamento milenar de gerações de humanos com macacos. Por outro lado, as mulheres continuam belas, em virtude de cuidadosa seleção genética.
Os oparianos veneram o Sol, a quem oferecem sacrifícios humanos em um templo cujo altar é todo manchado de sangue. Nesses rituais, a maioria da população serve como sacerdotes e sacerdotisas.
Invasores são surpreendidos pelos horríveis gritos dos habitantes, escondidos nas sombras, que caem em massa sobre eles para aprisioná-los.
O trono de Opar é ocupado pela Rainha e Grã-Sacerdotisa La, uma lindíssima e voluntariosa mulher branca, que se apaixona por Tarzan e por quem ele se deixa fascinar (porém, não ao ponto de trair Jane).

## Opar e Tarzan

### O tesouro de Opar
Tarzan descobre Opar em The Return of Tarzan, ao perguntar aos Waziri, guerreiros amigos, qual a origem do ouro que exibem em sua indumentária. Eles respondem que são os despojos de uma batalha contra uma tribo de homens feras. Daí, Tarzan organiza uma expedição para a cidade perdida, de onde quase não sai vivo.
Enquanto explora as ruínas, o rei da selva descobre incomensurável tesouro nos subterrâneos da cidade, há muito esquecido pelos oparianos. Essa é a fonte da riqueza de Tarzan e a ela o homem macaco retorna sempre que precisa reabastecer o cofre.

### A política em Opar
Em suas diversas viagens à cidade esquecida, Tarzan acaba por se envolver nas intrigas palacianas, geralmente tecidas pelos adversários para destronar La. Tarzan sempre precisa salvá-la, já que a rainha tem sua autoridade questionada ao interceder em favor do rei das selvas quando ele escapa da prisão ou está a caminho de ser sacrificado.

## Nas obras de Edgard Rice Burroughs
Como previsto por Burroughs, Opar é uma colônia perdida da Atlântida localizada nas profundezas da África, em que riquezas incríveis foram estocadas através dos tempos. A população da cidade exibe um dimorfismo sexual extremo causado por uma combinação de endogamia excessiva, cruzamento com macacos e abate seletivo de descendentes. Consequentemente, as Oparianas parecem perfeitamente humanas, enquanto os Oparianos são brutos simiescos. A governante e alta sacerdotisa da cidade é a rainha La, que em seu primeiro encontro com Tarzan se apaixona por ele e, posteriormente, leva uma tocha para ele. Tarzan, já comprometido com Jane Porter, rejeita seus avanços, colocando assim em risco sua própria vida, já que a religião de Opar condena o sacrifício humano. No entanto, ele retorna ao tempo da cidade perdida e novamente para reabastecer sua riqueza pessoal de seu tesouro acumulado.
Opar aparece nas seguintes aventuras de Tarzan:
- The Return of Tarzan - O herói descobre a cidade e seus tesouros. Prisioneiro, escapa com interferência da rainha La;
- Tarzan and the Jewels of Opar - Tarzan retorna a Opar, para buscar mais ouro, e chega a perder a memória;
- Tarzan and the Golden Lion - Tarzan é dado como morto, enquanto um sósia e seus comparsas saqueiam a cidade perdida. O Tarzan verdadeiro salva La, vítima de um golpe de estado;
- Tarzan the Invincible - Comunistas tentam saquear Opar. Tarzan chega antes e novamente salva La, que fora deposta por um casal de sacerdotes.

Um grupo de exilados de Opar são os homens maus da novela infantil|infanto-juvenil Tarzan and the Tarzan Twins with Jad-bal-ja, the Golden Lion, publicada em 1936. Em 1963, essa pequena obra tornou-se a segunda parte do volume Tarzan and the Tarzan Twins.

## Nas obras de Philip José Farmer e Christopher Paul Carey
Opar é também o cenário dos romances de Philip José Farmer, Hadon of Ancient Opar (1974) e Flight to Opar (1976), que se centra na história antiga da cidade cerca de 10.000 anos no passado. Na visão de Farmer, o interior da África era então ocupado por dois enormes mares interiores interligados, que eram o berço de uma civilização pré-egípcia chamada Khokarsa. Este império primitivo era baseado em uma ilha no mar mais setentrional, considerada Atlântida nos livros de Tarzan; a cidade de Opar, localizada no mar mais a sul, é retratada como tendo sido um pequeno remanso no reino de Khokarsan.
Os romances de Farmer se misturam em personagens da série Tarzan e da série Allan Quatermain de H. Rider Haggard. Especificamente, ele sugere fortemente que o personagem Sahhindar, aliás o viajante do tempo John Gribardsun de seu romance Time's Last Gift, é na verdade o próprio Tarzan, enquanto os personagens Lalia e Paga são suas versões de Laleela e Pag de Haggard.
Enquanto Farmer escreveu apenas dois romances de Opar, ele originalmente planejava continuar a série, e de fato deixou dois trabalhos incompletos de Opar, o romance The Song of Kwasin e a novela "Kwasin and the Bear God". Ambos foram completados mais tarde por Christopher Paul Carey (mais conhecido por seu trabalho no jogo de RPG Pathfinder), e depois os romances foram todos compilados n omnibus Gods of Opar.
Christopher Paul Carey passou a escrever uma novela original de Opar, uma prequela, Exiles of Kho. Isso forneceu as bases para a série Ancient Opar, que inclui os romances Hadon, King of Opar e Blood of Ancient Opar.

## Em outras mídias

### Filmes
Nos filmes, Opar foi visto nos primeiros filmes do Tarzan, The Adventures of Tarzan (1921), baseado em The Return of Tarzan e Tarzan the Tiger (1929), baseado em Tarzan and the Jewels of Opar, assim como no filme Tarzan and the Lost City (1998). Opar também apareceu, sob o disfarce de uma aldeia africana genérica, em Tarzan and the Lost City (1957), em que os oparianos eram liderados pelo chefe chefe masculino Ogonooro (interpretado por Orlando Martins) e não pela rainha/sacerdotisa La, que cultua um deus leão. Contudo, essa tribo não tem nada a ver com a raça perdida criada por Burroughs.
Na sequência de abertura do pré-título de The Legend of Tarzan (2016), um Léon Rom fictício, interpretado por Christoph Waltz, liderou uma expedição para garantir os diamantes lendários de Opar para ajudar a financiar a aquisição do Congo africano para o rei Leopoldo II da Bélgica. A expedição fortemente armada de Rom foi emboscada e massacrada por guerreiros nativos, com apenas o próprio Rom sobrevivendo. Seu líder tribal, o chefe Mbonga (Djimon Hounsou), ofereceu a Rom os diamantes em troca de Tarzan, interpretado por Alexander Skarsgård.  O filme em si só mencionou Opar, mas não mostrou a cidade perdida.

### Televisão
Opar também apareceu em algumas das séries de televisão baseadas nos livros de Tarzan. Mais notavelmente apareceu na adaptação da Disney para a TV, The Legend of Tarzan, com La ainda governando. No entanto, a população da cidade são leopardos humanoides chamados de homens-leopardos, que atuam como soldados e servos de La. Os homens-leopardos são baseados na Leopard Society, um culto histórico da África Ocidental que Edgar Rice Burroughs havia ficcionado no romance Tarzan and the Leopard Men (1935). Quando o cetro de La é destruído, os homens-leopardos se transformam em suas formas originais de leopardo, La se desintegra em pó e Opar desmorona no esquecimento. Mesmo após o lançamento dos homens-leopardos, o espírito de La possui Jane e ela (brevemente) revive a cidade e cria guerreiros de estátua até que Tarzan e um xamã africano nativo interfiram. Opar é novamente destruído e o fantasma de La está condenado a ficar preso dentro do corpo de um rato.

Na telessérie Tarzan: The Epic Adventures, Opar aparece no oitavo episódio da primeira e única temporada, Tarzan and the Priestess of Opar

## Quadrinhos
Opar tem despertado o interesse de muitos ilustradores e roteiristas. Abaixo, algumas histórias, adaptadas ou inspiradas pelos textos de Burroughs:
- Tarzan Revisits Opar - Jesse Marsh (ilustrações) e Gaylord Du Bois (roteiro), 1952[4]
- Tarzan and the Safari to Opar - Russ Manning (arte e texto), pranchas dominicais publicadas de 18 de maio a 30 de novembro de 1969.[5]
  - Essa história foi publicada no Brasil pela EBAL em 1976, com o título de O Templo de Opar, no segundo de cinco volumes em formato diferenciado, editados para comemorar o centenário de nascimento de Edgar Rice Burroughs.[6]
- A Volta do Rei das Selvas - Joe Kubert (arte e roteiro), adaptação do romance The Return of Tarzan, 1973[7]
- Tarzan and the Giant Insects of Opar - Russ Manning (arte e texto), pranchas dominicais publicadas entre 17 de agosto de 1975 e 22 de agosto de 1976.[8]
- Tarzan e as Joias de Opar - John Buscema (arte) e Roy Thomas (roteiro), quadrinização do romance homônimo, 1977[9]

A cidade de Opar foi mencionada na série A Liga Extraordinária de Alan Moore.